# Eo biển Kildin

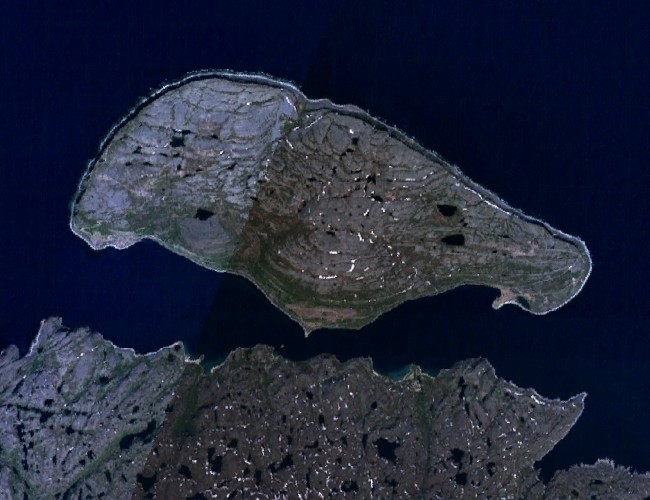
Hình ảnh eo Kildin từ không gian

Kildin Strait là một eo biển, nằm tại tọa độ 69°18′20″B 34°09′40″Đ / 69,30556°B 34,16111°Đ, chia cắt đảo Kildin và bán đảo Kola, Nga.